# Cornouaille (Adelsgeschlecht)
Cornouaille ist die Familie der Grafen von Nantes und später Cornouaille sowie der Herzöge von Bretagne (in Rivalität zum Haus Rennes) vom 9. bis zum 12. Jahrhundert.

## Stammliste

### Erste Linie: Vannes und Nantes
1. NN
  1. Pasquitan I., Graf von Vannes, 874–876/77 Herzog von Bretagne; ⚭ NN, Tochter von Salomon, 857 Herzog von Bretagne (Haus Rennes)
  2. Alain I. der Große († 907), 877 Herzog von Bretagne, 888 Alleinherrscher, ⚭ Oreguen
    1. Tochter, ⚭ Matuedo I., Graf von Poher
      1. Alain II. Barbetorte († 952), Graf von Vannes und Nantes, 936 Herzog von Bretagne, ⚭ 943 Roscille von Anjou, Tochter von Graf Fulko I. (Erstes Haus Anjou)
        1. Sohn, † klein
        2. (unehelich, Mutter unbekannt) Hoël († 981), Graf von Nantes
          1. Judicael, Graf von Nantes, ⚭ Melisende
            1. Judith († 1053), ⚭ Alain Cagniart, Graf von Cornouaille († 1058) – Nachkommen siehe unten

        3. (unehelich, Mutter unbekannt) Guérech († 988), Graf von Nantes

### Zweite Linie: Cornouaille
1. Alain Cagniart, Graf von Cornouaille († 1058), ⚭ Judith († 1053), Tochter von Judicael, Graf von Nantes – Vorfahren siehe oben
  1. Agnes, ⚭ Eudes I., 1034 Graf von Penthièvre († 1062), (Haus Rennes)
  2. Hoel V., 1054 Graf von Cornouaille, Léon und Nantes, ⚭ 1066 Havise († 1072), Erbin der Bretagne, Tochter von Herzog Alain III.
    1. Alain IV. Fergent († 13. Oktober 1119), 1084/1112 Herzog von Bretagne, ⚭ I 1086 Konstanze von England (* 1061; † 13. August 1090), Tochter von Wilhelm dem Eroberer, König von England (Rolloniden), ⚭ II um 1093 Ermengarde von Anjou (* wohl 1068, † 1. Juni 1146 in Jerusalem), Tochter von Graf Fulko IV. (Haus Château-Landon), geschieden von Wilhelm IX., Graf von Poitou und Herzog von Aquitanien (Ramnulfiden)
      1. Conan III. der Dicke (* 1095; † 17. September 1148), 1112 Herzog von Bretagne, ⚭ Maud, Bastard von England, Tochter von König Heinrich I. (Plantagenet)
        1. Hoel VI. († 1156), 1148 Graf von Nantes
        2. Berthe († 1158/64), Erbin von Bretagne, ⚭ I um 1137 Alain de Bretagne, 1. Earl of Richmond († 15. September 1146), (Haus Rennes), ⚭ II 1147 Vizegraf Odo von Porhoet, 1147/56 Herzog von Bretagne († 1170), (Haus Rohan)
        3. Constanze († 1148), ⚭ Geoffroy IV. de Mayenne († 18. Februar 1169) (Haus Mayenne)

      2. Geoffroy († 1116 in Jerusalem)
      3. Havide ⚭ 1110 (geschieden), Balduin VII., 1111 Graf von Flandern († 17. Juni 1119), (Haus Flandern)

    2. Hildeberge, ⚭ Geoffroy III. de Mayenne († 1099) (Haus Mayenne)
    3. Mathieu, Graf von Nantes, ⚭ Ermengarde
    4. Eudes
    5. Adèle, Äbtissin von Saint-Georges